# Barugo

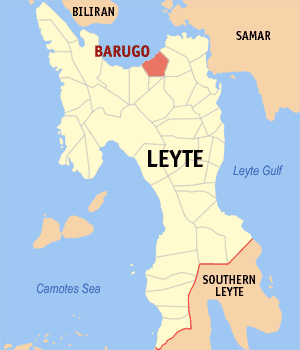
Bản đồ Leyte với vị trí của Barugo

Barugo là một đô thị hạng 4 ở tỉnh Leyte, Philippines. Theo điều tra dân số năm 2000 của Philipin, đô thị này có dân số 26.919 người trong 5.108 hộ.

## Các đơn vị hành chính
Barugo được chia ra 37 barangay.
| - Abango - Amahit - Balire - Balud - Bukid - Bulod - Busay - Cabarasan - Cabolo-an - Calingcaguing - Can-isak - Canomantag - Cuta | - Domogdog - Duka - Guindaohan - Hiagsam - Hilaba - Hinugayan - Ibag - Minuhang - Minuswang - Pikas - Pitogo - Poblacion Dist. I | - Poblacion Dist. II - Poblacion Dist. III - Poblacion Dist. IV - Poblacion Dist. V - Poblacion Dist. VI (New Road) - Pongso - Roosevelt - San Isidro - San Roque - Santa Rosa - Santarin - Tutug-an |